# 비코
비코(타갈로그어: biko)는 필리핀의 찹쌀 요리이다. 찹쌀로 코코넛밥을 지어, 코코넛밀크와 흑설탕으로 만든 캐러멜에 버무린 다음, 코코넛밀크 시럽을 올려 오븐에서 구워 내는 음식이다.

## 같이 보기
- 약식